# یواس‌اس کویراس (پی‌جی-۴۰)
یواس‌اس کویراس (پی‌جی-۴۰) (به انگلیسی: USS Quiros (PG-40)) یک کشتی بود که طول آن ۱۴۵ فوت (۴۴ متر) بود. این کشتی در سال ۱۸۹۵ ساخته شد.